# Les voisines
Les voisines is een nummer van de Franse zanger Renan Luce uit 2006. Het is de eerste single van zijn debuutalbum Repenti.
"Les voisines" gaat over de gedachte dat het gras bij de buren altijd groener is. Het nummer werd een grote radiohit in Frankrijk en wordt tot op de dag van vandaag nog steeds veel gedraaid. Desondanks bereikte het daar geen hitlijsten, wat in Wallonië en Zwitserland wel lukte.